# Christian Ulrich Detlev von Eggers
Christian Ulrich Detlev rigsfriherre von Eggers (11. maj 1758 – 21. november 1813) var en tysk-dansk nationaløkonom og forfatter, der virkede som administrativ embedsmand i Danmark.

## Opvækst og uddannelse
Christian Ulrich von Eggers blev født i Itzehoe. Hans fader, Heinrich Friedrich von Eggers (født 1722, død 1798 som administrator over godset Rantzau), blev kort efter sønnens fødsel ansat som præsident i Glückstadt. Her nød Eggers tillige med sine brødre en omhyggelig opdragelse i hjemmet; den svagelige dreng viste en stor lærelyst og trang til videnskabelig syslen. I slutningen af 1771 rejste han med sin fader til København, hvor han opholdt sig i 5 måneder og ivrig lagde sig efter at lære at tale og skrive dansk. Under dette ophold indtraf Johann Friedrich Struensees fald, der gjorde et stærkt indtryk på drengen. 18 år gammel kom han til Universitetet i Kiel, hvor han hørte forelæsninger over jura; senere studerede han Rets- og Statsvidenskab ved universiteterne i Leipzig, Halle og Göttingen, ved hvilket sidste universitet han da også senere, i 1791, erhvervede doktorgraden i jura. Han beskæftigede sig under dette ophold i Tyskland tillige meget med levende sprog.

## Universitetskarriere
I året 1783 kom Eggers til København, hvor han fik plads i Kommercekollegiet som volontær, og endnu i samme år blev han udnævnt til fuldmægtig sammesteds. Han vandt hurtig formående venner, og navnlig fik grev Andreas Peter Bernstorff interesse for ham. Allerede i året 1785 udnævntes Eggers til professor extraordinarius i lovkyndighed og kameralvidenskab, og i 1788 blev han lærer i statsret. Uden tvivl har Eggers med iver kastet sig over de opgaver, der således stilledes ham; han lagde omfattende planer for sit universitetsarbejde, hvad der fremgår af det summariske indhold (udgivet 1785) af de forelæsninger over statsvidenskaberne, som han holdt eller påtænkte at holde, uden at der i øvrigt syntes at være udsigt til, at han ville kunne give statsøkonomien væsentlige stød fremad. Men hans virksomhed her blev ikke af lang varighed og pegede i og for sig fra første færd for en del bort fra universitetet. Hans foredrag og øvelser synes nærmest at have været afpassede til uddannelse i den praktiske statstjeneste; således angav han at ville vejlede de studerende i sådanne udarbejdelser, som forefaldt i kollegierne, i det han havde fået adgang til forskellige aktstykker derfra.
Samtidig med universitets virksomheden falder da også en mangesidig deltagelse i det praktiske liv. Allerede i 1785 var Eggers blevet sekretær ved en kongelig kommission til undersøgelse af forholdene på Island; med denne opgave står hans fysikalske og topografiske beskrivelse af Island i forbindelse, hvoraf begyndelsen under titelen Physikal. u. statist. Beschreibung von Island udkom i 1786, men som aldrig fuldendtes. I 1786 blev han sekretær og bogholder ved Kreditkassen, 1790 medlem af dens direktion, 1787 medlem af den islandske handelskommission, kort efter af andre handelskommissioner. Disse og andre praktiske opgaver gjorde det snart umuligt for ham at fortsætte Universitetsvirksomheden, og allerede 1789 fritoges han for at holde forelæsninger.
Eggers, der var grebet af de fysiokratisk-filantropiske ideer, som er et særkende for denne tidsalder, blev nu sin velynder Bernstorffs ivrige medarbejder i dennes virksomhed for at ophjælpe bondestanden og særlig for at afskaffe livegenskabet i Hertugdømmerne. Hans pen stod til rådighed for Bernstorff, og han udgav flere afhandlinger for at bearbejde den offentlige mening til fordel for de nævnte planer.

## Forfattervirksomhed
Overhovedet udfoldede Eggers igennem hele sit liv en mangesidig forfattervirksomhed, væsentlig i det tyske sprog. 1785 udgav Eggers, der var frimurer, sin Probierstein für ächte Freimäurer; han har udgivet rejsebeskrivelser, Denkwürdigkeiten der französischen Revolution (6 bind 1794-1804, oversat til dansk 1795-1798), forskellige politiske og historiske betragtninger, mest kendt var hans Ueber die neuesten Verordnungen in Ansehung der Presfreiheit in Dannemark nebst der vollständigen Epistel Voltairens an den König von Dännemark über diesen Gegenstand. Ans dem deutschen Magazin (1791 oversat til dansk samme år med titlen Om Trykkefrihedens Historie Danmark), en Ræsonneret Plan til et Universitet i Norge (et prisskrift, 1794), forskellige juridiske arbejder, således et af den preussiske lovgivningskommission prisbelønnet arbejde: Lehrbuch des Natur- u. allg. Privatrechts u. gemeinen preussischen Rechts (1797). Hans mindeskrift over Bernstorff (Denkwürdigkeiten aus dem Leben des Staatsministers Grafen v. Bernstorff, 1800) bør også nævnes. 1800-1801 udgav han Memoiren über die danischen Finanzen, til dels gengivelse af ældre arbejder.

## Senere år
Den rolle, han har spillet i Danmarks økonomiske historie, har dog vistnok væsentlig beroet på, at han var vel anskrevet hos den absolutistiske regering og anvendte sine omfattende kundskaber og betydelige arbejdskraft i dens tjeneste til lovgivningsarbejde og reformer af forskellig art. Eggers havde i året 1790 ægtet Johanne Ernestine Münter, datter af dr. theol. Balthasar Münter. Hun døde allerede 1797, ikke 24 år gammel. Dette har måske været medvirkende til, at han samme år gik som legationsråd med det danske gesandtskab til kongressen i Rastadt og under sit ophold der indtil 1799 foretog hyppige udflugter i Schweiz, Sydtyskland og Elsass. Sine rejseindtryk meddelte han i en vidtløftig tysk rejsebeskrivelse, der udkom 1801-9 i 8 bind.
Efter at være vendt tilbage til København nedlagde han definitivt sit professorat og udnævntes 1800 til deputeret i Finanskollegiet; 1801 blev han deputeret i det tyske Kancelli og 1802 tillige overprokurør for Hertugdømmerne og medlem af Overbankdirektionen. Efter opfordring fra den østrigske regering rejste han 1805 til Wien som rådgiver med hensyn til forskellige påtænkte reformer; til belønning for de tjenester, han ydede, udnævntes han 1806 til rigsbaron. Efter i året 1810 at være blevet konferensråd, udnævntes han 1813 til overpræsident i Kiel, men døde allerede 21. november samme år.
Eggers blev anden gang gift 1799 med Antoinette Frederikke Bang (født 1774 død 1851), datter af konferensråd Oluf Lundt Bang.
Eggersvej i Hellerup blev i 1922 opkaldt efter Eggers, idet han ejede Rygården 1795-1810.

## Forfatterskab
- C.U.D. von Eggers: Om den danske Statskundskab og danske politiske Skrifter; 1786[2]
- C.U.D. von Eggers Om Trykkefrihedens Historie Danmark (1791) findes som e-bog på Det Kongelige Bibliotek Arkiveret 24. september 2012 hos  Wayback Machine.